# Lori mesquer
El lori mesquer (Glossopsitta concinna) és una espècie d'ocell de la família dels psitàcids que habita zones boscoses de l'est i sud-est d'Austràlia, al sud de Queensland, est de Nova Gal·les del Sud, Victòria, sud d'Austràlia Meridional i Tasmània i ara l'única espècie del gènere Glossopsitta.

## Descripció
El lori mesquer és de mida mitjana i robust, de vegades es veu en grans estols quan els arbres estan florint i sovint barrejats amb altres lloros i altres ocells. Són actius i sorollosos. Aquest lori és majoritàriament verd, amb una taca groga a cada banda del pit. El front és vermell brillant i una llista ocular fins a les cobertores de les orelles. El casquet és blau, les femelles el blau és més apagat que en els mascles. En vol, es poden observar plomes de vol marrons i la cua daurada. El vol és ràpid i directe, amb ales angulars curtes i una cua de longitud mitjana i en forma de falca.

## Distribució i hàbitat
Es troba a l'est de Nova Gal·les del Sud, Victòria, Austràlia Meridional i Tasmània, en zones arbustives i boscoses altes, obertes i seques, amb predomini d'eucaliptus i normalment es troben al dosser. També es veuen a zones suburbanes, parcs i arbres dels carrers. Es posen en arbres alts lluny dels llocs d'alimentació.

## Criança
El lori mesquer es reprodueix principalment d'agost a gener. El niu normalment es construeix en una extremitat buida alta d'un arbre, normalment eucaliptus. Ponen dos ous blancs de 24 mm × 20 mm i són incubats per la femella durant 22 dies. Les cries ja poden volar passasdes de 5 a 6 setmanes.

## Influència urbana
El lori mequer és un dels pocs animals amb la plasticitat per sobreviure i prosperar en la ràpida urbanització. Durant els darrers 30 anys, estols de loris mesquers s'han anat adoptant a ciutats d'Austràlia, com Melbourne i Sydney.
Una de les raons del desplaçament i de l'èxit dels loris a zones urbanes és la plantació de diverses plantes productores de nèctar a tota la ciutat. Han evolucionat per consumir nèctar com a part de la seva principal font d'aliment i es poden trobar alimentant-se a les copes florides dels boscos d'eucaliptus.
A diferència del seu hàbitat natural, les plantes de la ciutat es mantenen regularment i, per tant, s'han convertit en una font d'aliment més fiable. Com que les plantes de nèctar tendeixen a ser més denses a les zones urbanes exteriors, la majoria de la població prefereix les zones urbanes limítrofs, la qual cosa permet més oportunitats d'alimentació i descans, en lloc de les de l'interior. Tot i que, hi ha hagut albiraments d'aquests loris en zones del centre de la ciutat però en nombre reduït; molt probablement per la poca quantitat d'aquest tipus de vegetació.
L'únic nectarívor australià que no té una preferència entre el centre de la ciutat i les zones urbanes exteriors és el loris irisat. Tant aquest lori com el lori mesquer són nectarívors, el que significa que els seus nínxols se superposen i que han de competir entre ells per la quantitat limitada de recursos disponibles. El creixement i els recursos de la població de loris irisat poden limitar el creixement de la població de loris mesquer, i juntament amb la creixent urbanització, el loris mesquer pot tenir pressions més competitives pels recursos.

## Taxonomia
El lori cara-roig i el lori de coroneta porpra s'incloïen anteriorment en aquest gènere. L'any 1790 l'ornitòleg George Shaw el va descriure per primera vegada com Psittacus concinnus d'una col·lecció als voltants de Port Jackson, a l'actual Sydney. John Latham el va descriure com Psittacus australis. L'epítet específic prové del llatí «concǐnna» que significa “escarlata”. Antigament també se'l coneixia com «coolich», un terme indígena local de Sydney.
En un primer estudi de Joseph et al. 2012 es va revisar la nomenclatura i classificació per als tàxons del grup familiar de lloros (Psittaciformes).
Anys més tard, un segon estudi del mateix Joseph et al. 2020, va fer considerar que el gènere Glossopsitta és germà del clade que inclou Trichoglossus. És per això que segons l'autoritat que es consulti, l'espècie s'ubica en un gènere diferent. Així doncs, la classificació del Congrés Ornitològic Internacional (versió 14.2, 2024) i ITIS reconeixen dues subespècies mentre que Birds of the World i eBird/Clements l'inclouen dins el gènere Trichoglossus com T. concinnus.
- G. c. concinna (Shaw, 1791) de Queensland a Austràlia Meridional.
- G. c. didimus (Mathews, 1915) Tasmània.

Per altra banda, BirdLife Internacional considera que el gènere no és monotípic sinó que al lori mesquer l'acompanyen dues espècies més:
- Lori cara-roig (Glossopsitta pusilla).
- Lori de coroneta porpra (Glossopsitta porphyrocephala).